# 嶺
嶺（みね）は、群馬県安中市の地名。郵便番号は379-0136。面積は1.71km2(2010年現在)

## 地理
碓氷川に注ぐ九十九川右岸河岸段丘上の丘陵地帯に位置している。

### 河川
- 九十九川
- 八咫川

## 歴史
江戸時代頃からある地名で、安中藩領だった。「峰」と書いていた時期もあった。

### 年表
- 1889年4月1日 町村制施行により、嶺村は原市村、簗瀬村、郷原村と合併して原市町が成立する。
- 1955年3月1日 原市町は、（旧）安中町、秋間村、磯部町、東横野村、板鼻町、岩野谷村、後閑村と合併して安中町となる。そのため、安中町嶺となる。
- 1958年11月1日 市制施行により、安中町は安中市となる。そのため安中市嶺となる。

## 世帯数と人口
2017年（平成29年）7月31日現在の世帯数と人口は以下の通りである。
| 大字 | 世帯数  | 人口  |
| ---- | ------- | ----- |
| 嶺   | 402世帯 | 866人 |

## 教育
市立小・中学校に通う場合、学区は以下の通りとなる。
| 番地 | 小学校             | 中学校             |
| ---- | ------------------ | ------------------ |
| 全域 | 安中市立原市小学校 | 安中市立第二中学校 |

- 1873年（明治6年）11月に、自法寺を仮校舎として嶺小学校が設立されたが、1885年（明治18年）1月に原市小学校に併合された[6]。

## 交通

### 鉄道
同町に鉄道駅はない。

### バス
群馬バスによる安中市役所・松井田支所線が運行されている。バス停は、明嶺荘前、嶺公会堂前、小日向口、赤坂、嶺向があり、碓氷病院でボルテックスアークが運行する安中榛名駅・磯部駅線、後閑柿平・安中駅線、秋間中関・碓氷病院線に接続する。

### 道路
国道は通っていない。県道は群馬県道125号一本木平小井戸安中線が通っている。

## 施設
- 会計検査院安中研修所
- 特別養護老人ホーム明嶺荘
- 東邦工業

## 避難所
指定緊急避難場所
- 嶺公会堂（避難スペースが狭小である。）[8]

指定避難所
- 第二中学校体育館  [9]